# Lore
Lore es un personaje de ficción que aparece en la serie de televisión Star Trek: la nueva generación. El actor que interpreta al personaje es Brent Spiner, quien también da vida a otros androides de Star Trek como Data o B-4 (pronunciado como «before», es decir antes).
Lore es un androide virtualmente idéntico a Data, de hecho, es su prototipo, por lo que, a pesar de ambos comparten un cerebro positrónico extremadamente avanzado, tiene ciertas diferencias internas, especialmente en su comportamiento, que simula algunas pasiones humanas, pero que resultó ser violento y ambicioso]. Su conducta no satisfizo las expectativas del científico que lo creó, el doctor Noonien Soong (otro personaje de la serie que también es interpretado por este actor, salvo que aparece caracterizado como un anciano), que decidió desactivarlo y desmontarlo por motivos de seguridad. Según se revela a través de varios episodios de la serie, Soong construye a Data para, posteriormente, mejorar las funciones de Lore, pero nunca tuvo oportunidad de hacer las reparaciones necesarias.

## Datalore
Lore aparece por primera vez en Datalore, el episodio número 12 de la primera temporada (18 de enero del 1988), de la serie televisiva Star Trek: la nueva generación. A lo largo de ese episodio los miembros de la tripulación de la nave USS Enterprise (NCC-1701-D) localizan los restos del androide desmontado en el planeta «Omicron Theta», donde se ubicaba el laboratorio del Doctor Soong. Tras llevarlo a la nave y volverlo a activar, Lore se muestra amistoso, haciendo que su «hermano» Data se sienta acompañado, pero también inseguro, pues Lore tiene la facultad de manifestar sentimientos "casi humanos" de los cuales carece Data y que presumiblemente le permiten integrarse mejor con la tripulación. La causa de esta supuesta superioridad en la interacción con los seres vivos inteligentes es una programación diferente que, como se verá a lo largo del episodio, tiene un funcionamiento defectuoso.
En realidad Lore está intentando ganarse la confianza de los humanos mientras atrae la Enterprise D hacia su aliado: una forma de vida no orgánica conocida como «la entidad cristalina», con la que ya había realizado un pacto en su planeta de origen, donde ambos habían provocado un auténtico genocidio con los colonos que allí habitaban. Antes de que el capitán Picard y su equipo descubran el engaño, Lore desactiva a Data (el único que se había percatado de los maléficos planes de su hermano) y se hace pasar por él, poniendo en grave peligro la nave.
Afortunadamente, el hijo de la doctora Crusher, Wesley Crusher, se da cuenta de que Lore tiene un tic facial que le distingue de su hermano al tiempo que Worf detecta desde el puente las transmisiones secretas del falso Data hacia la entidad cristalina. Todos comienzan a sospechar por lo que acuden al camarote de Data, donde lo encuentran desactivado. Al reactivarlo, Data les pone al corriente del peligro que corre la nave. Cuando Lore intenta desactivar los escudos, se produce una refriega y entre varios tripulantes, consiguen teletransportar a Lore al espacio exterior y escapar de la entidad cristalina. Posteriormente se sabe que Lore estuvo dos años a la deriva en el espacio hasta que fue recogido por una nave alienígena.

## Hermanos
Hermanos (Brothers) es el episodio número 3 de la cuarta temporada (8 de octubre del 1990). La historia tiene como pretexto un incidente entre dos hermanos de corta edad que, jugando, provocan un accidente. Aunque, aparentemente el problema está controlado, Data comienza a comportarse de forma extraña, cambiando el rumbo, la velocidad y bloqueando los mandos de la nave en contra de las órdenes del capitán. Data se dirige a la estación científica llamada J-14 Baker donde le está esperando el doctor Soong, su creador (a quien todos creían muerto). El científico cibernético ha estado controlando a Data en todo momento a través de un localizador.
El propósito de Soong, aparte de verificar los progresos del androide, es darle algo a Data, porque se está muriendo. Inesperadamente, Lore se presenta, atraído por la misma señal que controlaba a Data. La reunión es un extraño reflejo de los conflictos de una familia común: reproches, envidia, complejos, competitividad entre hermanos, etc. En ella se desvela, también, el proyecto en el que ha estado trabajando el doctor Soong durante décadas: un chip emocional para Data. Este dispositivo está diseñado para que Data pueda comprender mejor la personalidad de los seres humanos con los que convive y pueda sentir sus mismas emociones: alegría, tristeza, amor.
Mientras el doctor anciano descansa, Lore se las arregla para apoderarse del chip e instalárselo a él mismo. Sin embargo, al no estar diseñado para él, le vuelve aún más inestable y malvado, llegando, incluso, a atacar a su creador, a quien reprocha no haberse esforzado lo suficientemente para reparar sus fallos y haberle relegado en favor de Data.
Cuando Soong está agonizando, habla con Data, y ambos se comportan casi como un padre y un hijo humanos. Lore, sin embargo, escapa con el chip.

## Descenso
El último episodio de la sexta temporada y el primero de la séptima y última temporada de la mencionada serie Star Trek: la nueva generación forman un episodio doble llamado Descenso (Descent, 1993), en el cual Data y Lore vuelven a encontrarse.
En la primera parte, el equipo del capitán Picard debe enfrentarse a una nave Borg cuyos tripulantes muestran un comportamiento atípico: se reconocen a sí mismos como individuos únicos y no como meros autómatas que sirven a la colectividad. En el primer enfrentamiento, Data reconoce haber experimentado ira y satisfacción al matar a un borg, cosa insólita en un androide sin sentimientos. En el segundo combate Data es secuestrado para que conozca al líder de este singular grupo de borgs: Lore. El propio Picard encabeza un equipo de rescate, pero son apresados.
En esta historia se hace referencia a otro personaje aparecido en la serie, un borg denominado originalmente «Tres de cinco», rescatado por la Flota Estelar de un accidente, y al que los tripulantes del Enterprise llamaron Hugh (pronunciado you, es decir tú). Hugh fue reeducado para tener sentimientos y reinsertado en la comunidad Borg (episodio 23 de la quinta temporada, llamado «Yo, Borg») lo que, involuntariamente afectó a la colectividad a modo de virus informático, atacando a su programación y destruyendo su sentido de grupo.
Según relata Lore en la segunda parte del episodio, la maniobra de Hugh tuvo graves consecuencias para los Borg, que sufrieron una etapa de anarquía que casi los destruye, de la que fueron «salvados» gracias a su liderazgo. Lore continua explicando que ahora los borg tienen un propósito: lograr la perfección, tomando a Lore y a Data como modelo a seguir. Data, en todo momento, acompaña a Lore como su aliado, es entonces cuando la consejera Deanna Troi (gracias a sus poderes empáticos de betazoide) nota que este tiene sentimientos muy fuertes, sin embargo, estos sentimientos sólo son de ira y odio.
Estando prisionero de Lore y los Borg, Geordi La Forge, a través de su visor, advierte que Lore está alimentando a Data con emociones negativas y, desde la celda, planean un sistema para devolver a Data el sentido de la Ética. Sin embargo, La Forge es despojado de su visor y tomado como ratón de laboratorio para los experimentos neurológicos de Lore. Entretanto, el segundo de a bordo, el comandante Riker; y el jefe de seguridad, el teniente Worf, contactan con el borg Hugh, que forma parte de un grupo de resistencia contra Lore, este les ayuda a entrar en el complejo enemigo.
Mientras La Forge es víctima de experimentos médicos, el plan para hacer que Data recupere su sentido ético se pone en marcha y este sufre una intensa confusión, intentando aclarar sus sentimientos y las consecuencias de sus actos. Lore comienza a desconfiar de él y le ordena matar a Picard para probarle. Data se niega, en ese momento, el grupo de rebeldes, acompañado de Riker y Worf, contraataca y los salva. El conflicto interno de Data, no obstante se acentúa, pues Lore le confiesa que le quiere como hermano y que puede ayudarle a desarrollar sus emociones. Data, a pesar de ser consciente de que Lore no miente, desactiva a su hermano y recupera el chip emocional, pero no puede usarlo ya que está dañado.